# Это мы (5-й сезон)
Пятый сезон американского телесериала  "Это мы", премьера сезона состоялась 10 ноября 2020 года на американском телеканале NBC, а заключительная серия сезона вышла 25 мая 2021 года. Общее количество эпизодов в сезоне составляет шестнадцать, а не как обычно восемнадцать.

## Сюжет
18 миллионов ныне живущих в мире людей одновременно отмечают собственный день рождения. Но одинаковая праздничная дата - не единственное обстоятельство, объединяющее их при всей своей непохожести...

## Эпизоды
| № общий | № в сезоне | Название                                                     | Режиссёр             | Автор сценария                              | Дата премьеры   | Зрители в США (млн) |
| --- | ---------- | ------------------------------------------------------------ | -------------------- | ------------------------------------------- | --------------- | ------------------- |
| 73 | 1          | «Forty: Part One» «Сорок: Часть 1»                           | Кен Олин             | Дэн Фогельман & Кэй Ойегун & Джейк Шелленсл | 27 октября 2020 | 7.30                |
| Продолжается разговор между Кевином и Мэдисон, сообщившей ему о том, что он стал отцом их будущих детей. Мужчина выражает свое сомнение относительно её слов, но получает подтверждение от третьих лиц, в надежности которых он достаточно уверен. Рэндалл сообщает своей супруге о том, что клиническое обследование его матери официально отложено в связи с пандемией. Ребекка и Мигель живут в отдалении от города, чему оба очень рады. Кейт и её супруг встречаются с Кевином, от которого узнают об изменившихся взаимоотношениях близкой подруги Кейт и её брата-близнеца. |            |                                                              |                      |                                             |                 |                     |
| 74 | 2          | «Forty: Part Two» «Сорок: Часть 2»                           | Кен Олин             | Дэн Фогельман & Кэй Ойегун & Джейк Шелленсл | 27 октября 2020 | 7.30                |
| 75 | 3          | «Changes» «Изменения»                                        | Энн Флетчер          | Кевин Фоллс                                 | 10 ноября 2020  | 6.85                |
| 76 | 4          | «Honestly» «Честно»                                          | Кен Олин             | Элан Мэстай                                 | 17 ноября 2020  | 6.57                |
| 77 | 5          | «A Long Road Home» «Долгая дорога домой»                     | Энн Флетчер          | К.Й. Стейнберг                              | 5 января 2021   | 5.20                |
| 78 | 6          | «Birth Mother» «Биологическая мать»                          | Кэй Ойегун           | Кэй Ойегун & Эбони Фриман                   | 12 января 2021  | 5.45                |
| 79 | 7          | «There» «Там»                                                | Кевин Родни Салливан | Элизабет Бергер & Исаак Аптакер             | 9 февраля 2021  | 5.12                |
| 80 | 8          | «In the Room» «В комнате»                                    | Кен Олин             | Вера Херберт                                | 16 февраля 2021 | 5.76                |
| 81 | 9          | «The Ride» «Поездка»                                         | Джон Уэртас          | Джулия Браунелл                             | 23 февраля 2021 | 5.10                |
| 82 | 10         | «I've Got This» «У меня есть это»                            | Кен Олин             | Кэйси Джонсон & Дэвид Э. Виндзор            | 16 марта 2021   | 5.00                |
| 83 | 11         | «One Small Step...» «Один маленький шаг...»                  | Ясу Танида           | Лора Кенар                                  | 23 марта 2021   | 5.15                |
| 84 | 12         | «Both Things Can Be True» «И то и другое может быть правдой» | Крис Кох             | Даниэль Бауман                              | 6 апреля 2021   | 4.53                |
| 85 | 13         | «Brotherly Love» «Братская любовь»                           | Кэй Ойегун           | Джон Дорси                                  | 13 апреля 2021  | 4.81                |
| 86 | 14         | «The Music and the Mirror» «Музыка и зеркало»                | Джессика Ю           | Джонни Гомес                                | 11 мая 2021     | 5.08                |
| 87 | 15         | «Jerry 2.0» «Джерри 2.0»                                     | Майло Вентимилья     | Элизабет Бергер & Исаак Аптакер             | 18 мая 2021     | 4.90                |
| 88 | 16         | «The Adirondacks» «Адирондак»                                | Кен Олин             | Дэн Фогельман                               | 25 мая 2021     | 5.14                |

## Производство

### Разработка
12 мая 2019 года телеканал NBC продлил телесериал на пятый сезон. Премьера пятого сезона состоится на американском телеканале NBC 10 ноября 2020 года с двухчасовой премьерой. 23 сентября 2020 года телеканал NBC изменил дату премьеры на 27 октября 2020 года.

### Съемки
Съемочный процесс сезона стартовал в Америке 24 сентября 2020 года. Количество серий составляет в сезоне шестнадцать. 